# Séraphine de Senlis
Séraphine de Senlis, all'anagrafe Séraphine Louis (Arsy, 2 settembre 1864 – Erquery, 11 dicembre 1942), è stata una pittrice naïf francese.
Nata in una poverissima famiglia di Arsy, dopo quarantadue anni di vicissitudini e sofferenze Séraphine si avvicinò alla pittura, iniziando a dipingere scene floreali. La sua arte fu notata dal collezionista William Uhde, presso il quale la donna lavorava come cameriera: fu sotto la sua munifica protezione che la Louis acquistò credito e importanza come pittrice naïf, realizzando una cospicua mole di opere che sono tra le più rappresentative di quella forma d'arte.

## Biografia

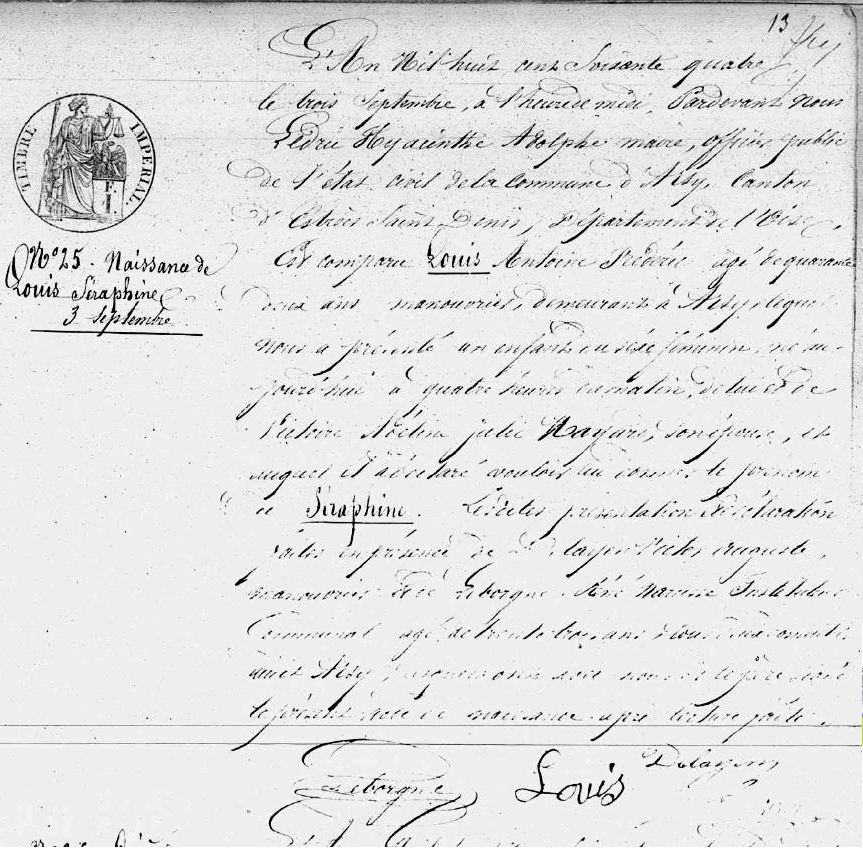
Atto di nascita di Séraphine Louis

Séraphine Louis nacque ad Arsy, comune francese nella regione della Piccardia, il 3 settembre 1864, da padre orologiaio e madre proveniente da famiglia di pastori. Questa morì all'epoca del suo primo compleanno, e fu seguita sette anni dopo anche dal padre, il quale si era nel frattempo risposato. La situazione economica drammatica in cui la famiglia versava, costrinse la piccola Louis a lavorare inizialmente come pastorella, e a mettersi quindi a servizio come domestica nel convento delle Sorelle della Provvidenza a Clermont, nel 1881. Per un certo periodo accarezzò addirittura l'idea di farsi monaca; poi, mossa da esigenze economiche, trovò impiego come cameriera a ore nella vicina cittadina di Senlis, dove si trasferì nel 1906. Furono anni bui, allietati solo dalla profonda fede religiosa e dalla frequentazione della maestosa cattedrale gotica della città, le cui vetrate policrome lasciarono un'impronta profonda sulla sua fantasia e servirono quali fonte d'ispirazione, per la brillantezza dei colori, delle sue creazioni floreali.
Parallela all'ardua attività lavorativa, ebbe anche inizio l'attività pittorica, alla quale la Louis sosteneva di essere stata introdotta da un angelo o dalla Madonna stessa. In ogni caso, la donna - terminato il lavoro giornaliero - prese l'abitudine di dipingere, durante la notte, in momenti di solitaria alienazione, tele a tema floreale. Le cose presero una piega nuova quando entrò in contatto con la Louis il collezionista e critico d'arte William Uhde, il quale, nel 1912, colpito da una natura morta che poi scoprì essere opera della stessa cameriera, intuì la sua inclinazione artistica e incominciò ad acquistare i suoi dipinti, «così da favorire l'emergere di un'arte a suo giudizio ricca di immaginazione». Con il patrocinio di Uhde, la Louis si impose come artista naïf del suo tempo.
Grazie al mecenatismo di Uhde, la pittrice-cameriera conobbe un periodo di benessere e successo finanziario che in precedenza non aveva mai conosciuto. Questa fase di floridezza, tuttavia, fu di breve durata, allorché anche Uhde nel 1930 fu colto dalla Grande depressione: il munifico mecenate, profondamente indebitatosi, non poté fare altro che interrompere l'attività mercantile e smettere di acquistare i suoi dipinti, e anche i suoi pochi clienti sparirono.
Si manifestarono allora i sintomi di un esaurimento psichico che la portò al ricovero nel manicomio di Clermont, dove le fu diagnosticata una forma di psicosi cronica con manie di grandezza. Fu quindi trasferita in una casa di cura a Villers-sous-Erquery, dove si spense lentamente, nell'infermità e nella solitudine, per poi morire ivi l'11 dicembre 1942, all'età di settantotto anni: le sue ultime parole furono «ho fame».

## Arte
La Louis è ricordata tra i più significativi esponenti dell'arte naïf. La sua produzione pittorica si sostanzia di tele raffiguranti principalmente tappeti di fiammeggianti fiori e di foglie lussureggianti, in un trionfo botanico di alberi, frutti e cespugli realizzati con un'intensa carica onirica, che avvicina l'artista al surrealismo. Il tema floreale è probabilmente una reminiscenza della fanciullezza trascorsa con la madre; per questo motivo, i fiori della Louis non sono semplici decorazioni, bensì sono sostenuti da un'immediata e vibrante forza espressiva, e scossi da una bellezza candida eppure brutale.
Peculiare era anche la tecnica pittorica adottata dalla Louis. I colori e i pigmenti usati dalla Louis sono frutto di una formula di sua stessa invenzione, composta in parte da acquerello, in parte da sostanze che si era ben guardata dallo specificare, ma che presumibilmente sono cera liquida per pavimenti in alcuni dipinti e l'antico legante ad uovo in altri. A questo personaggio enigmatico, inoltre, il regista Martin Provost nel 2009 dedicò il film Séraphine, vincitore di ben sette riconoscimenti alla 34ª edizione dei Premi César.
Séraphine Louis è bene rappresentata nella Zander Collection di Colonia, nel museo d'arte di Senlis, nel museo d'arte naïf di Nizza e nel museo d'arte moderna di Villeneuve-d'Ascq.